# Instituto Enrico Fermi

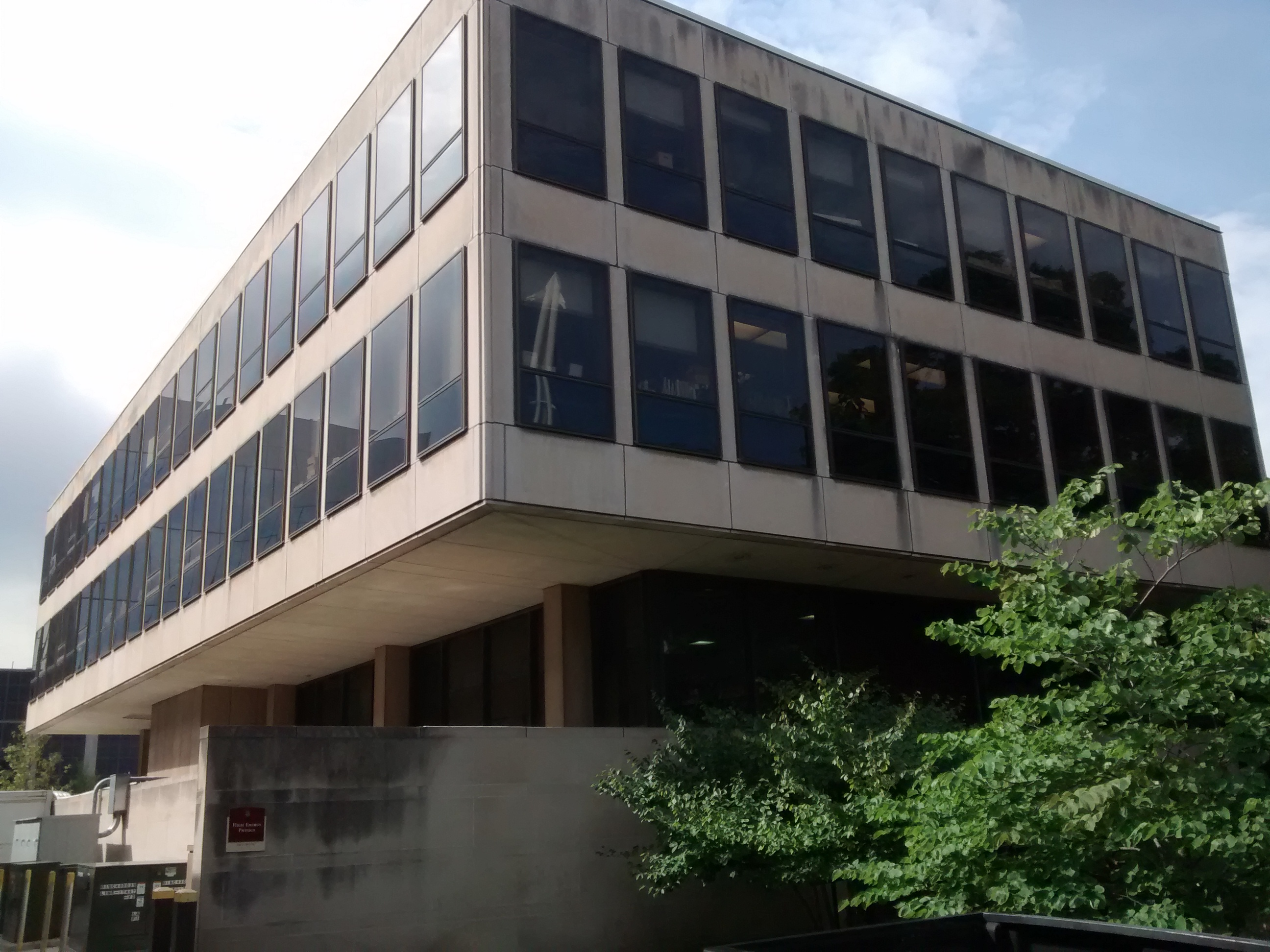

El Instituto para los Estudios Nucleares (del inglés: Institute for Nuclear Studies) es un instituto científico de los Estados Unidos fundado en septiembre de 1945 como parte de la Universidad de Chicago, con Samuel King Allison como director. El 20 de noviembre de 1955 fue renombrado a «The Enrico Fermi Institute for Nuclear Studies», que fue acortado a «The Enrico Fermi Institute» (Instituto Enrico Fermi) en enero de 1968. Sus líneas de investigación son:
- Física teórica y experimental de partículas
- Astrofísica teórica y experimental
- Relatividad General
- Microscopía electrónica
- Espectrometría de masas de Iones secundarios
- Geoquímica, Cosmoquímica y Química Nuclear

## Participaciones famosas
- Herbert L. Anderson
- James Cronin
- James Hartle
- Enrico Fermi
- Yoichiro Nambu
- Harold C. Urey
- Faheem Hussain
- Gregor Wentzel